# كريس فريمان (عالم)
البروفيسور كريس فريمان، (بالإنجليزية: Chris Freeman)‏ عالم بيئي بريطاني في جامعة ويلز، بانجور. فريمان أستاذ الكيمياء الحيوية المائية في كلية العلوم الطبيعية في بانجور. تركّز أبحاث فريمان على دورة الكربون، مع التركيز على تخزين الكربون في أراضي الخث وديناميكيات الكربون العضوي المذاب. اشتهر لوصفه آلية تعرّف باسم «مزلاج إنزيم أرض الخث» وملاحظة الاتجاه المتصاعد في تركيزات الكربون العضوي المذاب في الماء. حاز عمله على جوائز من الجمعية الأمريكية لعلم البحار وعلوم المحيطات والجمعية الملكية.

## المنشورات
- فريمان سي، أوستل جيه، كانغ إتش (2001). مزلاج إنزيمي في متجر كربون عالمي. طبيعة. 409، 149.
- فريمان سي، سي دي إيفانز، دي تي مونتيث، ب. رينولدز، ن. فينير (2001) تصدير الكربون العضوي من التربة الخثية. طبيعة 412، 785.
- فريمان سي، ن. فينير، أوستيل إن جيه، كانغ ه.، دوريك دي جيه، ب. رينولدز، لوك إم أيه، سليب دي، هوغيز س، هدسون جيه. (2004) تصدير الكربون العضوي المذاب من أراضي الخث تحت مستويات مرتفعة من ثاني أكسيد الكربون، طبيعة 430، 195 - 198.
- براغازا ل.، فريمان، ت. جونز، ه. رايدن، ج. ليمبينز، ن. فينير، ت إليز، ر. غيردولا، م. هاجيك، ت. هاجيك، ب. لاكومين، ل. كوتنارك، ت. تاهفانينن، ه. توبيرمان (2006) ترسب النيتروجين في الغلاف الجوي يعزز فقدان الكربون من مستنقعات الخث وقائع الأكاديمية الوطنية للعلوم بالولايات المتحدة الأمريكية 103 (51): 19386-19389